# Schottke Mexiko
Schottke Mexiko war ein Münchner Elektro-Rock-Duo, das mit dem Titel Liquor (12"-Single, k-tune, 1997) in Brasilien auf Platz 7 der DJ-Charts landete. 2003 produzierte Tara Chesnokowa mit Schottke Mexiko das gemeinsame Album Elektro Cat (CD, thundermountain studios, 2003).

## Mitglieder
- Tom Gamlich (* 1967 in Düsseldorf), studierte von 1989 bis 1994 an der Ludwig-Maximilians-Universität München Kommunikationswissenschaft und Medienrecht. Es folgte das Volontariat im Bereich Print/Zeitschrift/Musikverlag. Von 1996 bis 1998 arbeitete er als Redakteur, im Anschluss bis 2003 als Chef vom Dienst bei ProSieben Television. 2004 gründete er in der Münchener Lindwurmstraße south&browse München.[2][3]
- Jochen Schücke (* 30. September 1966), Mitbetreiber des Münchener Clubs Harry Klein[4]